# Gliese 436 c
Gliese 436 c (GJ 436 c, Ross 905c) és un hipotètic exoplaneta que orbita l'estel Gliese 436 a la constel·lació del Lleó, a una distància de 33.4 anys llum de la Terra. Gliese 436 c és un dels planetes extrasolars descoberts que més s'assemblen a la Terra.

## Descobriment
El 23 de gener de 2008, un grup d'astrònoms van trobar que l'existència d'un segon exoplaneta orbitant Gliese 436, podia explicar anomalies en l'òrbita de Gliese 436 b, d'una manera semblant a l'usada per descobrir Neptú, analitzant pertorbacions en l'òrbita d'Urà, en 1846.

## Característiques físiques
Gliese 436 c té una massa de 5 vegades la de la Terra, igual a la mínima calculada per Gliese 581 c. El seu radi és un 150% el de la Terra. A causa de la seva massa i grandària petites, es presumeix que és un planeta rocós, similar als planetes interiors del nostre Sistema solar. La seva temperatura superficial és d'al voltant de 500 K, assumint una albedo similar a la de Venus de 0,7 i sense prendre en compte cap efecte d'hivernacle, d'existir. D'aquesta manera, el planeta és massa calent com per tindre aigua líquida en la seva superfície.

## Òrbita
El planeta completa una revolució al voltant del seu estel cada 4.2 dies terrestres, posant-lo en una ressonància 2:1 amb el planeta interior Gliese 436 b. El seu semieix major s'ha estimat en 0.045 ua. Basat en la seva massa mínima de 4.7 masses terrestres i la seva massa real de 5.0 masses terrestres, la seva inclinació ha d'estar dins entre 68° i 72°.